# Drongófélék
A drongófélék (Dicruridae) a madarak osztályának verébalakúak (Passeriformes) rendjébe tartozó család. Két nem és huszonnégy faj tartozik a családba.
Rokonságban van a varjúfélékkel és a paradicsommadár-félékkel is, viszont a gébicsfélékre emlékeztető vonások is vannak bennük. Gébicsszerű mindenekelőtt egész testalkatuk, a kampós, a hegye előtt bevágott csőr, valamint a tojások színezete. Légykapó módjára, röptükben is fogdossák a rovarokat. Orrlyukaik sörtékkel borítottak. Hosszú szárnyuk negyedik és ötödik elsőrendű evezője a leghosszabb. Hosszú farkuk legtöbbnyire villás, tollazata fekete, gyakran fénylő.
Egyes szervezetek a legyezőfarkú-féléket (Rhipiduridae), a császárlégykapó-féléket (Monarchidae) is ide sorolják, és a családot 3 alcsaládra osztják (Dicrurinae, Rhipidurinae és Monarchinae). A Sibley–Ahlquist-féle madárrendszertan a drongóféléket nem tekinti önálló családnak, hanem a varjúfélék (Corvidae) családjába sorolja őket.

## Rendszerezésük
A család az alábbi két nemet és fajokat foglalja magában:
- Chaetorhynchus (Meyer, 1874) – 1 faj
  - kerekfarkú drongó vagy pápuadrongó (Chaetorhynchus papuensis)

- Dicrurus  (Vieillot, 1816) – 23 faj
  - erdei drongó (Dicrurus ludwigii)
  - fényes drongó vagy gaboni drongó (Dicrurus atripennis)
  - szuahéli drongó más néven szerecsendrongó   (Dicrurus adsimilis)
  - bársonydrongó (Dicrurus modestus)
  - aldabrai drongó (Dicrurus aldabranus)
  - barnaszárnyú drongó vagy Comore-szigeteki drongó (Dicrurus fuscipennis)
  - búbos drongó (Dicrurus forficatus)
  - Mayotte-i drongó (Dicrurus waldenii)
  - királydrongó (Dicrurus macrocercus)
  - szürke drongó (Dicrurus leucophaeus)
  - szürkebegyű drongó (Dicrurus caerulescens)
  - varjúcsőrű drongó (Dicrurus annectans)
  - bronz drongó (Dicrurus aeneus)
  - lobogós drongó (Dicrurus remifer)
  - ékes drongó (Dicrurus hottentottus)
  - szumátrai drongó (Dicrurus sumatranus)
  - hegyi drongó (Dicrurus montanus)
  - Wallace-drongó (Dicrurus densus)
  - Fülöp-szigeteki drongó (Dicrurus balicassius)
  - flitteres drongó (Dicrurus bracteatus)
  - szalagfarkú drongó (Dicrurus megarhynchus)
  - andamáni drongó (Dicrurus andamanensis)
  - paradicsomdrongó (Dicrurus paradiseus)

## Galéria
Dicrurus nemhez tartozó fajok

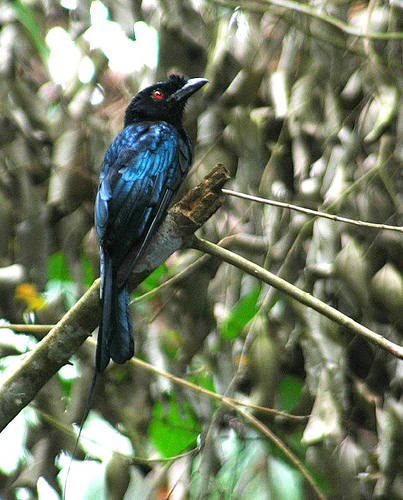
Paradicsomdrongó (Dicrurus paradiseus)
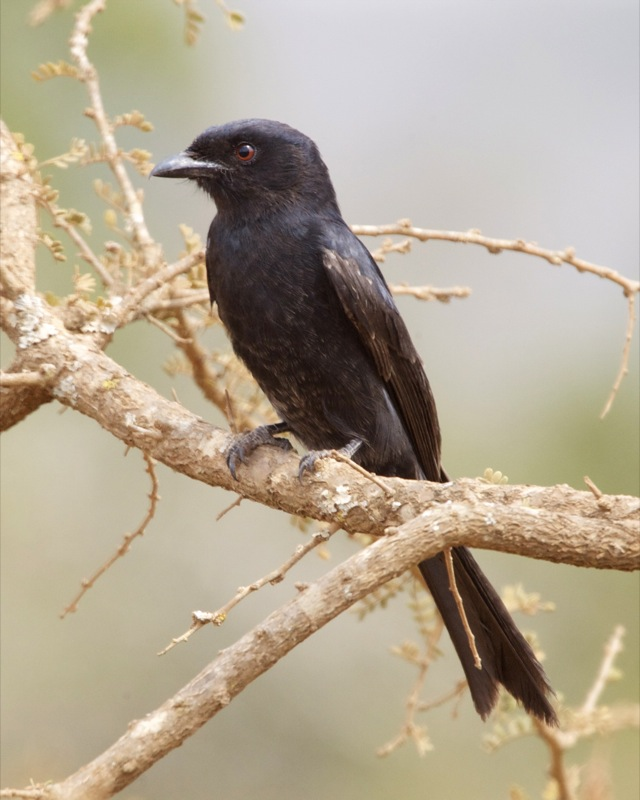
Szuahéli drongó (Dicrurus adsimilis)
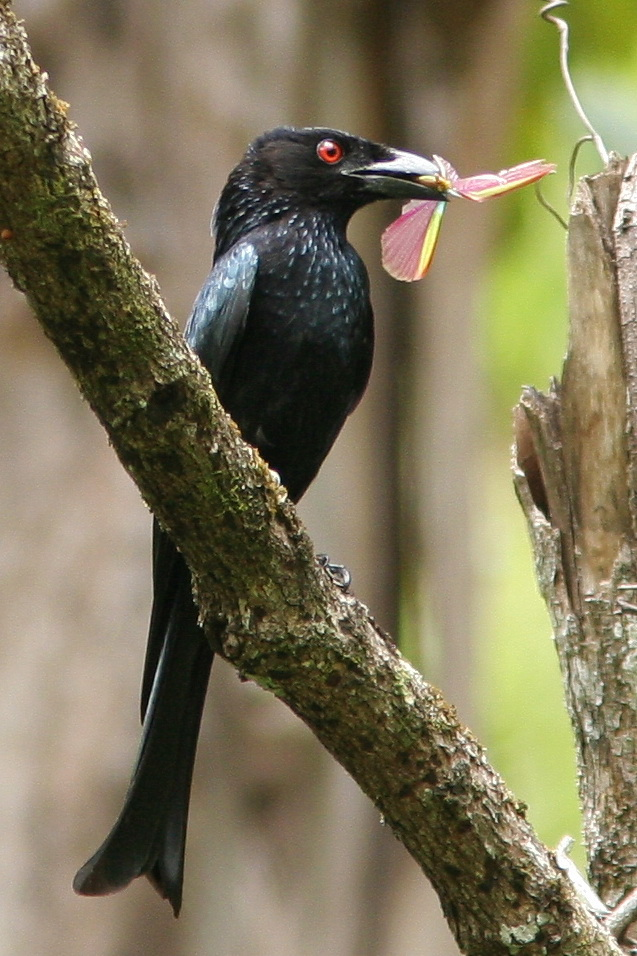
Flitteres drongó (Dicrurus bracteatus)